# Inimă atât de albă
Inimă atât de albă (în spaniolă Corazón tan blanco) este un roman scris de scriitorul spaniol Javier Marías, care a fost publicat pentru prima dată în Spania în 1992.  Cartea a primit Premiul Literar Internațional Dublin în 1997. În 2010, Alfaguara a prezentat o ediție comemorativă pentru cea de-a 25-a aniversare. Aceasta include, într-o cutie, două volume cartonate: romanul și dosarul, cu șase texte scrise de autor despre propria sa carte, imagini ale manuscrisului original, recenzii despre carte, interviuri, articole scrise de specialiști în opera lui Marías și o scrisoare inedită de la Juan Benet către Marías despre lucrare.

## Rezumat
Juan, interpret de profesie, lucrează pentru organizații internaționale și face traduceri simultane în contexte oficiale. Se căsătorește cu o femeie, Luisa, care lucrează în același domeniu ca și el. Cei doi își încep viața de căsătorie organizându-și noua casă și menținând relațiile cu familia și prietenii. Tatăl lui Juan, Ranz, se dovedește a fi un personaj foarte ciudat, deoarece ne dăm seama că acest important critic de artă, consilier al unor muzee precum Prado și Guggenheim. Cu toate acestea, ascunde un secret de ani de zile, un secret pe care este reticent să-l dezvăluie fiului său și care îl chinuie profund. Juan știe doar că înainte de nașterea sa, tatăl său era căsătorit cu sora mamei sale, Teresa, care și-a luat viața cu un glonț la câteva zile după întoarcerea din luna de miere. Rămas văduv, tatăl se căsătorește cu sora lui Teresa, Juana, mama lui Juan.
Nimeni nu a știut vreodată motivul sinuciderii Teresei, dar Juan descoperă că tatăl său, înainte de a-și întâlni propria mătușă, mai fusese căsătorit cu o femeie misterioasă despre care nimeni nu știe nimic. Prin dezvăluirile venite din partea altor personaje, cunoștințe și prieteni ai cuplului, povestea se conturează treptat. În cele din urmă, soția lui Juan, Luisa, reușește, după mai multe încercări, să-l facă pe Ranz să vorbească și să dezvăluie întregul mister. Juan, care a rămas închis fără să vrea într-o cameră, poate auzi povestea tatălui său și a vieții familiei sale fără ca acesta să fie nevoit să i-o spună direct.
Temele vinovăției, a secretului, a oportunității de a le dezvălui sau nu și a complicității involuntare datorate simplului fapt de a fi informat despre vina altuia, se desfășoară pe tot parcursul romanului, inclusiv în episoadele colaterale: conversația dintre un bărbat și o femeie care a avut loc într-o cameră vecină, ascultată întâmplător de Juan într-un hotel din Havana în timpul călătoriei de nuntă; șederea de opt săptămâni a lui Juan în New York, în timpul unei ture de traducere la Națiunile Unite, în apartamentul unui prieten și complicitatea în afacerile amoroase ale acestuia din urmă; prezența într-o seară ploioasă a unui prieten de familie sub ferestrele casei lui Juan și a Luisei și suspiciunea că ar putea fi vorba de o trădare din partea Luisei.

## Titlul
Titlul acestui roman (precum și al unui roman ulterior, Mâine în bătălie să te gândești la mine, din 1994) este inspirat din opera lui Shakespeare. Expresia „a heart so white” este adresată de Lady Macbeth soțului ei, la întoarcerea acestuia după asasinarea regelui Duncan. Încercând să-i aline anxietatea pentru omorul recent comis, lady Macbeth își dorește să-l abată de la gândul asasinatului. După ce își murdărește mâinile cu sângele regelui decedat, ea mânjește pumnalele servitorilor care vegheau în camera stăpânului lor, făcând astfel ca aceștia să fie acuzați în locul lui Macbeth. La acest moment, rostește fraza: „Mâinile mele sunt de aceeași culoare ca ale tale, dar mă rușinez că am o inimă atât de albă”, sugerând poate că nu a comis fapta și, prin urmare, este nevinovată, dar nu a avut teamă să se contamineze cu sângele celui asasinat și să devină complice la omor.
În această situație se află metafora care străbate întregul roman. O vină neîmpărtășită, un secret, poate rămâne îngropat în inimă ani de zile și să nu fie dezvăluit sau poate fi dezvăluit, provocând perturbări în viața oamenilor. A dezvălui sau a nu dezvălui un secret, a mărturisi sau a nu mărturisi o vină, a informa sau a nu informa, a face sau a nu face pe cineva partener într-un episod care poate schimba viața. Romanul se desfășoară între acești doi poli, situațiile se repetă în timp și spațiu la diferite niveluri, dar întotdeauna, într-un fel sau altul, este vorba despre dezvăluirea sau ascunderea unei vini sau a unui secret. Și întotdeauna se oscilează între schimbarea totală pe care evenimentele petrecute sau nepetrecute o pot provoca sau persistența în imobilism, indiferent de ceea ce se întâmplă sau nu se întâmplă.

## Traduceri în limba română
- 2021 - Inimă atât de albă, Ed. Litera, traducere Tudora Șandru Mehedinți, 344 pagini, ISBN 978-606-33-7203-2[2]